# Moulin à rodet
 (janvier 2024).
Un moulin à rodet ou moulin à pirouette est un type de moteur hydraulique à axe vertical. Son nom vient du rodet ou pirouette, ensemble composé de la roue hydraulique horizontale, de l'arbre et de la meule tournante (meule supérieure).

## Description

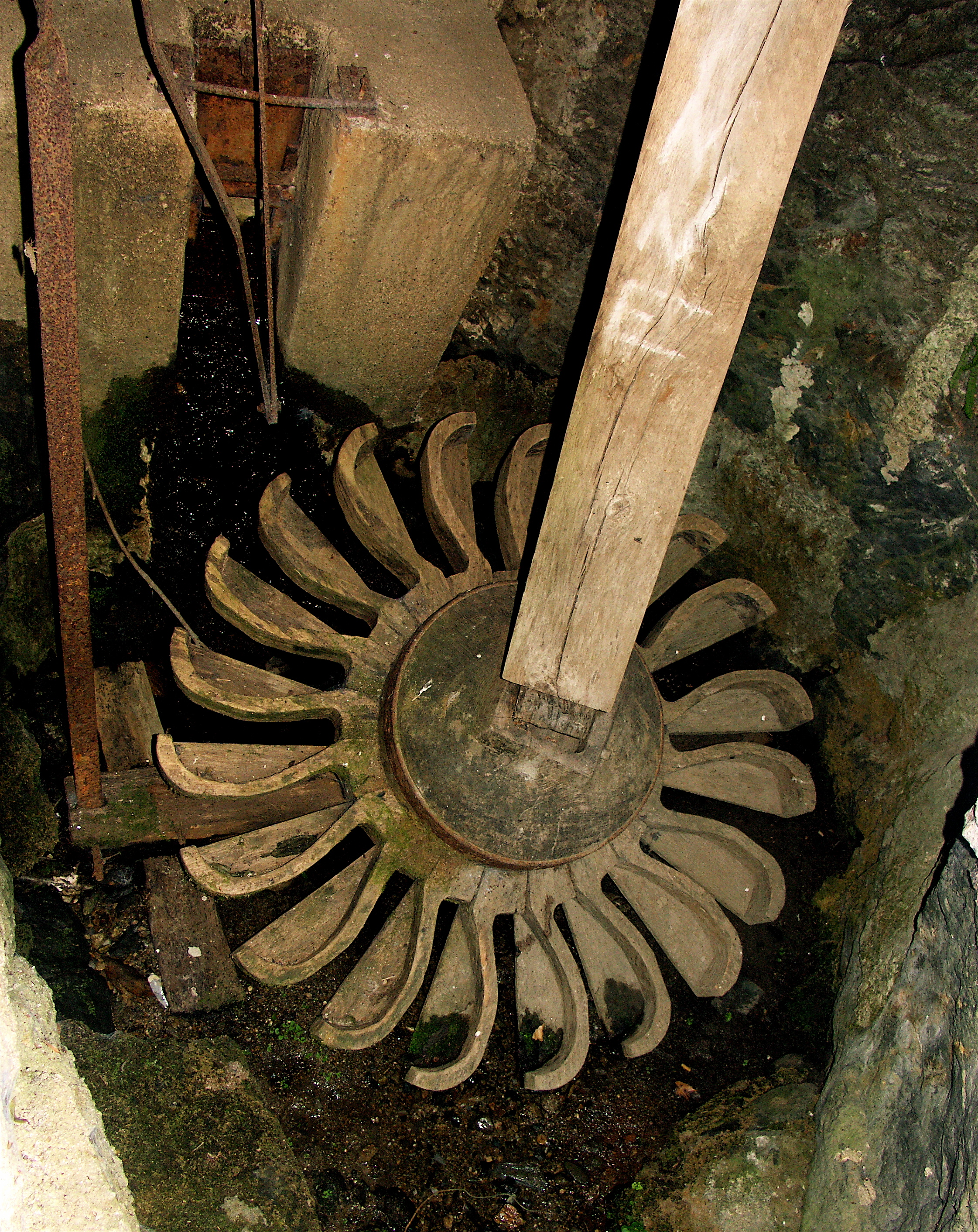
Rodet du Moulin de Nougayrol (Castanet-le-Haut)

Le moulin à rodet est composé, selon la terminologie en usage dans le Midi :
- d'une granouillé (grenouille, en occitan granolha), qui est la pierre creuse dans laquelle repose l'axe du moulin.
- d'une gulho (aiguille, en occitan agolha), pièce métallique fixée au bas de l'axe en bois et qui repose dans la grenouille.
- d'un aouré (arbre, en occitan arbre également) en bois.
- d'une coupo (cuillère, en occitan copa) qui est la roue destinée à recevoir le jet d'eau qui arrive du côté droit par le canélou (canon, en occitan canelon), lequel peut être fermé par le paro (vanne, en occitan para).

La moitié inférieure du mécanisme est "humide".

## Historique

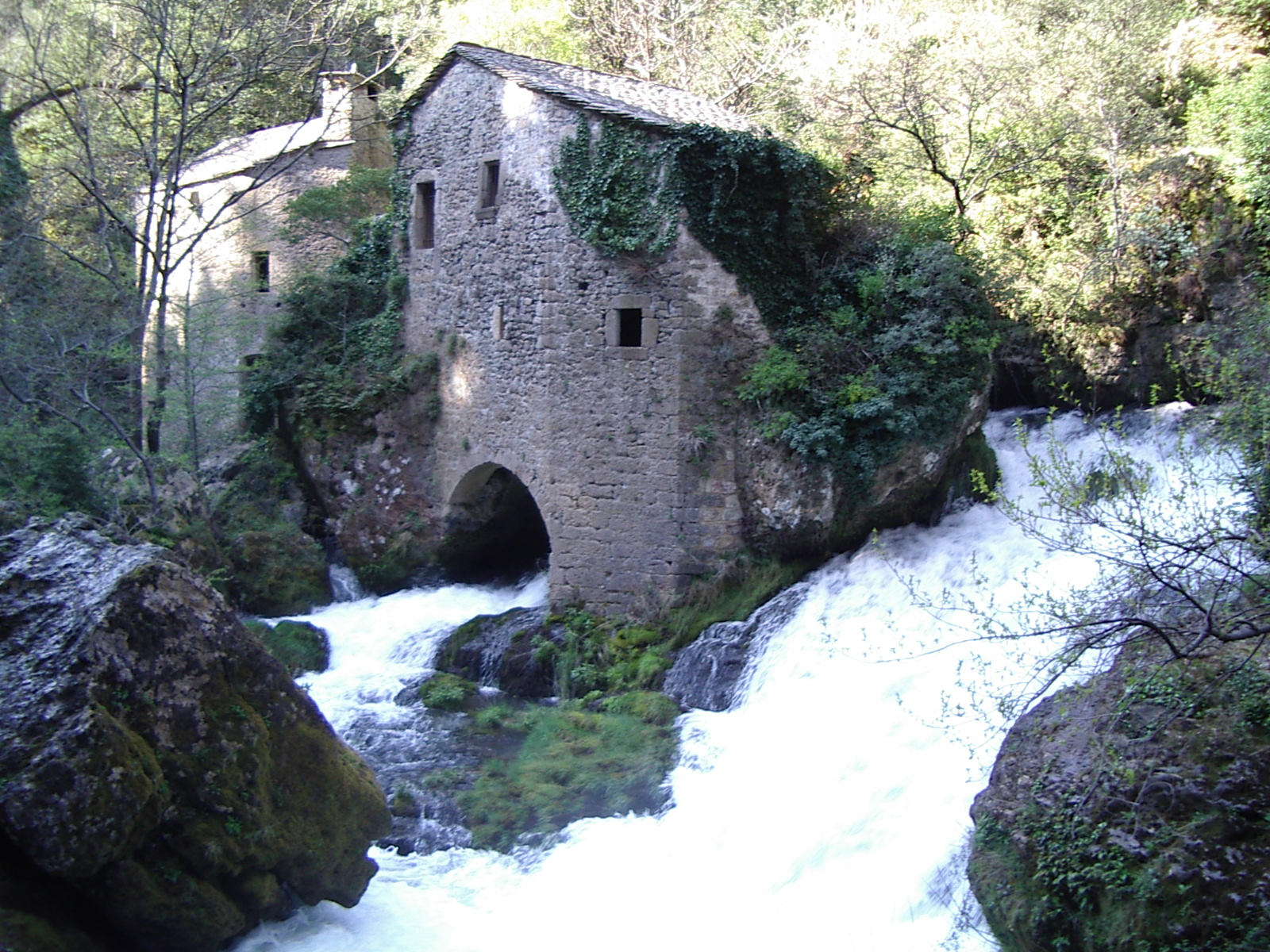
Les moulins de la Foux à Vissec dans les gorges de la Vis

Les roues horizontales existent depuis fort longtemps. On en trouve un peu partout : en France (Sud-Est, Corse, Finistère) en Europe centrale, en Asie. Dans le Finistère, certaines ont été utilisées jusqu'en 1985. 
Dans son Architecture hydraulique, Bernard Forest de Bélidor (1698-1761) en décrit trois sortes :
- la première est le « rodet » ou « rodet volant » présenté ci-dessus. Cette appellation vient du Sud-Est ; dans le Finistère, on la nomme « pirouette ».
- la seconde comporte une cuve qui oblige l'eau à tourner avec la roue. C'est le modèle des moulins du Bazacle (à Toulouse) représenté dans l'Encyclopédie de Diderot et d'Alembert.
- la troisième comporte aussi une cuve, mais la roue est tronconique.

## Technique
Le moulin à roue horizontale est relativement facile et économique à construire. 
En effet, il ne comporte aucun engrenage ni renvoi d'angle, puisque la roue horizontale est calée directement sur l'axe de la meule, horizontale aussi, et la vitesse de rotation de la roue est suffisante pour la meule, sans qu'il y ait besoin de multiplication. 
Mais, pour la pirouette, il faut une bonne chute, de l'ordre de quatre mètres, pour que l'eau acquière une vitesse suffisante. Et le rendement hydraulique de cette roue est faible, environ 25 % comme celui de la roue en dessous. Aussi trouve-t-on le plus souvent les pirouettes sur de petits ruisseaux dont le faible débit ne pourrait rentabiliser des installations plus importantes. Quand le débit est vraiment faible (en particulier à l'étiage), on crée un étang de réserve pour emmagasiner l'eau et le moulin fonctionne par intermittence. 
Avec un tel moulin, pour moudre 100 kg de grain, sous une chute de quatre mètres, il faut 600 mètres cubes d'eau. Aussi les meuniers ont-ils essayé différents modèles de palettes pour améliorer le rendement et ont inventé la forme creuse en cuillère. Mais cette forme creuse ne donne pas de meilleurs résultats que la palette plate bien inclinée, qui est bien plus facile à construire. Quand, vers 1825, l'ingénieur Burdin s'est intéressé à cette roue, il a inventé la première turbine. La turbine à action de Pelton (1825-1908) fonctionne suivant le même principe que la pirouette, mais son rendement est de 80 %.